# Dicerothamnus
 Dicerothamnus   Koek., 2019 è un genere di piante angiosperme dicotiledoni della famiglia delle Asteraceae (sottofamiglia Asteroideae, tribù Gnaphalieae e sottotribù Gnaphaliinae).

## Etimologia
Il nome del genere deriva da due parole greche dicero (= rinoceronte) e thamnos (= arbusto).
Il nome scientifico del genere è stato definito dalla botanica Marinda Koekemoer nella pubblicazione Phytotaxa (Phytotaxa 403(4): 254) del 2019.

## Descrizione

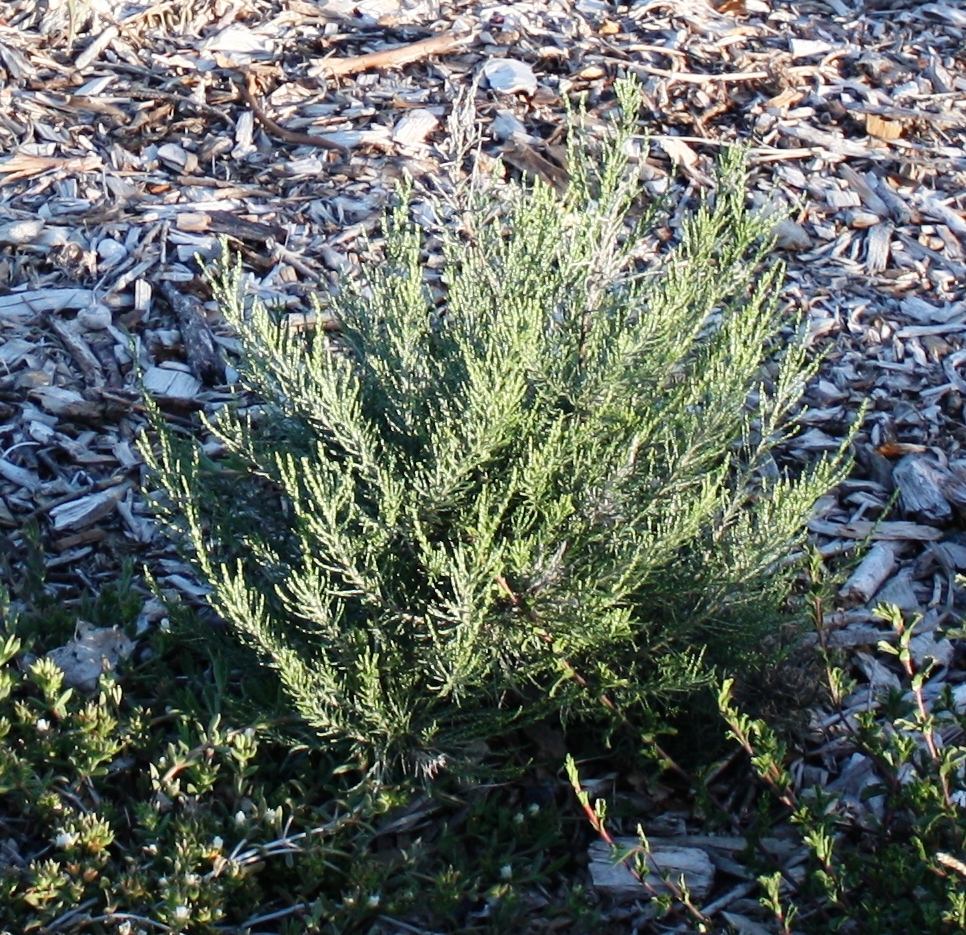
Il portamento
Dicerothamnus rhinocerotis

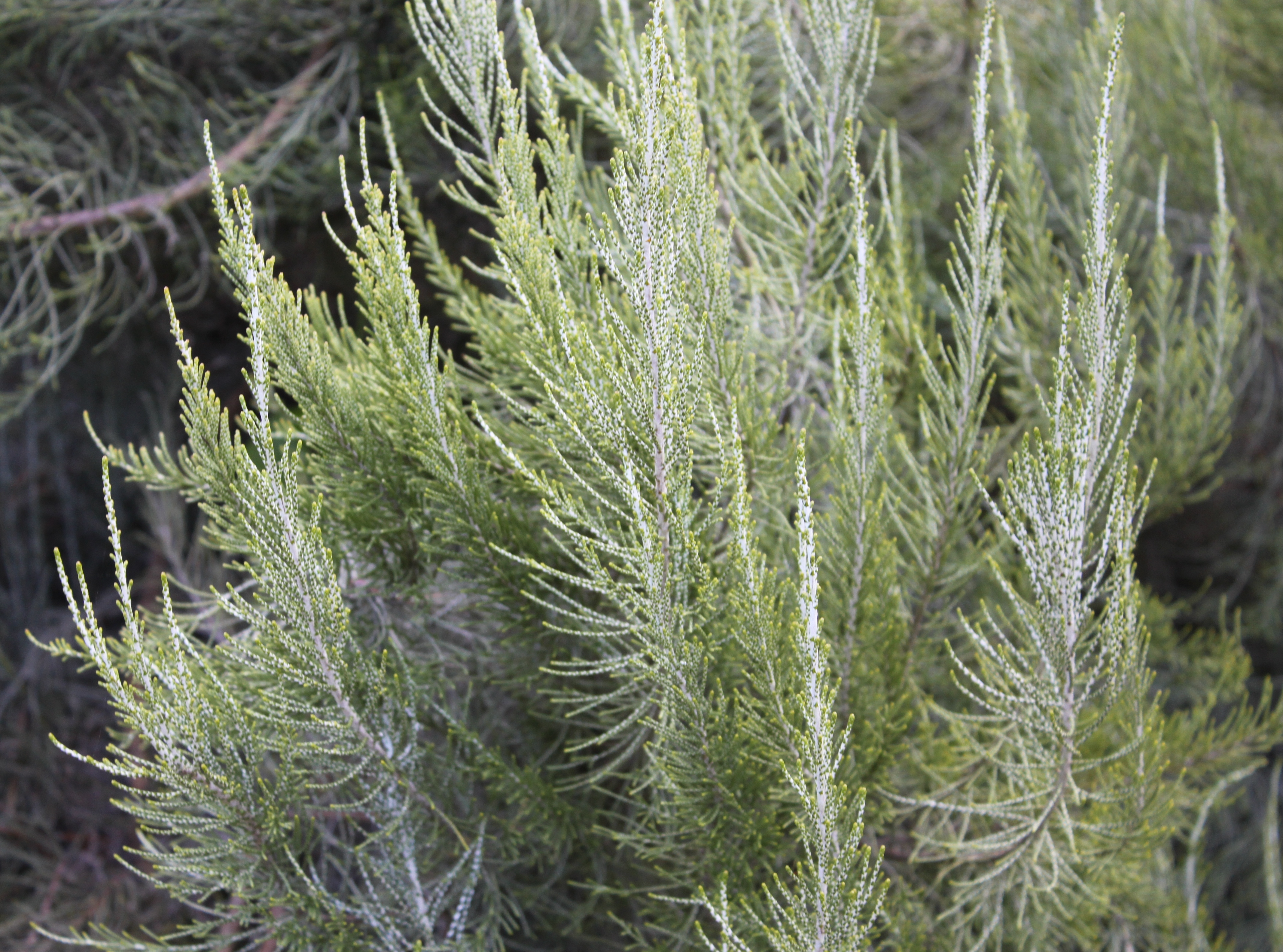
Le foglie
Dicerothamnus rhinocerotis

Habitus. Le specie di questo genere hanno un habitus di tipo sub-arbustivo o arbustivo. I cauli di queste piante sono provvisti del floema, ma non di canali resiniferi; mentre i sesquiterpeni lattoni sono normalmente assenti (piante senza lattice).
Fusto. La parte aerea in genere è eretta e densamente ramosa. La parte basale è legnosa. Le superfici sono tomentose. Altezza massima: 1,8 metri.
Foglie. Le foglie in genere sono disposte in modo alternato e sessile; sono appressate e di tipo ericoide. La lamina è intera con forme generalmente strette; i margini sono continui. La superficie è squamosa e tomentosa o lanosa-pelosa o anche ghiandoloso-pubescente. Dimensione delle foglie: 1,5–2,5 × 0,5 mm.
Infiorescenza. Le sinflorescenze sono sia scapose che composte da diversi capolini raccolti in formazioni a pannocchia. Le infiorescenze vere e proprie sono formate da un capolino terminale peduncolato di tipo discoide (con fiori omogami). I capolini sono formati da un involucro, con forme da cilindriche a campanulate, composto da 15 - 20 brattee, al cui interno un ricettacolo fa da base ai fiori. Le brattee, ricoperte di pula, sono disposte in modo più o meno embricato su più serie e possono essere connate alla base (strati di stereoma indiviso); talora possono avere un margine ialino. Il ricettacolo, piccolo, è nudo ossia senza pagliette a protezione della base dei fiori; la forma è conica. Dimensione delle brattee: 1–4 x 0,5–1 mm.
Fiori. I fiori (2 - 4 per capolino) sono tetra-ciclici (formati cioè da 4 verticilli: calice – corolla – androceo – gineceo) e pentameri (calice e corolla formati da 5 elementi). Sono inoltre tubulosi, attinomorfi e si distinguono in:
- fiori del disco esterni: sono assenti;
- fiori del disco centrali: sono ermafroditi.

In questo gruppo di piante i fiori radiati (ligulati o del raggio) sono assenti; a volte sono confusi con i fiori femminili (tubulosi) del disco esterno più o meno sub-zigomorfi con un lembo piatto e possono essere interpretati come fiori del raggio.
- Formula fiorale:

*/x K {\displaystyle \infty }, [C (5), A (5)], G 2 (infero), achenio
- Calice: i sepali del calice sono ridotti ad una coroncina di squame.
- Corolla: la forma della corolla normalmente è tubolare con 5 lobi; i lobi sono piccoli ed eretti. I colori della corolla sono rosso e rosso prugna.
- Androceo: l'androceo è formato da 5 stami sorretti da filamenti generalmente liberi; gli stami sono connati e formano un manicotto circondante lo stilo; le teche (produttrici del polline) sono prive di sperone, ma hanno la coda (una sola); le appendici apicali delle antere hanno delle forme acuminate; il tessuto endoteciale (rivestimento interno dell'antera) è quasi sempre polarizzato (con due superfici distinte: una verso l'esterno e una verso l'interno). Il polline è di tipo echinato (con punte sporgenti) a forma sferica è formato inoltre da due strati di ectesine, mentre lo strato basale è spesso e regolarmente perforato (tipo “gnafaloide”). I nettari sono assenti.[7]
- Gineceo: l'ovario è infero uniloculare formato da 2 carpelli. Lo stilo (il recettore del polline) è intero o biforcato con due stigmi nella parte apicale. Gli stigmi hanno una forma troncata; possono essere ricoperti da minute papille o avere dei penicilli apicali. Le superfici stigmatiche sono separate.[7]
- Antesi: fioritura tipica da febbraio a giugno.

Frutti. I frutti sono degli acheni con pappo. Gli acheni sono piccoli a simmetria bilaterale; la superficie è liscia e ricoperta da corte barbe; il pericarpo può essere percorso longitudinalmente da 3 - 4 fasci vascolari (o nervature). Il pappo in genere ridotto, è formato da 10 - 18 setole capillari (piumose o barbate), fuse alla base.

## Biologia
Impollinazione: l'impollinazione avviene tramite insetti (impollinazione entomogama tramite farfalle diurne e notturne).

Riproduzione: la fecondazione avviene fondamentalmente tramite l'impollinazione dei fiori (vedi sopra).

Dispersione: i semi (gli acheni) cadendo a terra sono successivamente dispersi soprattutto da insetti tipo formiche (disseminazione mirmecoria). In questo tipo di piante avviene anche un altro tipo di dispersione: zoocoria. Infatti gli uncini delle brattee dell'involucro (se presenti) si agganciano ai peli degli animali di passaggio disperdendo così anche su lunghe distanze i semi della pianta. Inoltre per merito del pappo il vento può trasportare i semi anche a distanza di alcuni chilometri (disseminazione anemocora).

## Distribuzione e habitat
Le specie di questo genere sono distribuite in Sudafrica. L'habitat preferito sono i suoli rocciosi; queste piante appartengono alle comunità vegetali di tipo Renosterveld tipiche della regione floristica del Capo.

## Tassonomia
La famiglia di appartenenza di questa voce (Asteraceae o Compositae, nomen conservandum) probabilmente originaria del Sud America, è la più numerosa del mondo vegetale, comprende oltre 23 000 specie distribuite su 1 535 generi, oppure 22 750 specie e 1 530 generi secondo altre fonti (una delle checklist più aggiornata elenca fino a 1 679 generi). La famiglia attualmente (2021) è divisa in 16 sottofamiglie; la sottofamiglia Asteroideae è una di queste e rappresenta l'evoluzione più recente di tutta la famiglia.

### Filogenesi
Il genere di questa voce è descritto nella tribù Gnaphalieae, una delle 21 tribù della sottofamiglia Asteroideae. Da un punto di vista filogenetico, la tribù Gnaphalieae fa parte del supergruppo (o sottofamiglia) "Asteroideae grade"; l'altro è il supergruppo "Non-Asteroideae" contenente il resto delle sottofamiglie delle Asteraceae. All'interno del supergruppo è vicina alle tribù Senecioneae, Calenduleae, Astereae e Anthemideae.
La sottotribù Gnaphaliinae è caratterizzata da portamenti di vario tipo con specie ginomonoiche e monoiche, da foglie con margini interi, da capolini disciformi omogami o eterogami e raramente radiati (o subradiati), dallo stilo con rami troncati e superfici stigmatiche separate apicalmente, da acheni glabri o con tricomi allungati e pappo ridotto.
Il genere della specie di questa voce appartiene al clade Stoebe, un gruppo informale della sottotribù Gnaphaliinae che occupa una posizione centrale nell'ambito filogenetico della sottotribù.
I caratteri distintivi del genere  Dicerothamnus  sono:
- la pianta è ricoperta di ghiandole discrete e sessili;
- le foglie sono piccole e di tipo ericoide;
- i capolini, discoidali, sono formati da 2 - 4 fiori;
- le brattee dell'involucro sono ricoperte di pula;
- il nettario è assente.

### Elenco delle specie
Questo genere ha 2 specie:
- Dicerothamnus adpressus (Harv.) Koek.
- Dicerothamnus rhinocerotis (L.f.) Koek.

Le due specie si distinguono per i seguenti caratteri:
- D. rhinocerotis: l'aspetto delle piante è verdastro; le foglie sono generalmente simili a squame; gli apici delle brattee involucrali sono arrotondate.
- D. adpressus: l'aspetto delle piante è giallastro; le foglie hanno delle forme lanceolate; gli apici delle brattee involucrali sono acuminate.